# Scuderia AlphaTauri
A Scuderia AlphaTauri, comumente conhecida como AlphaTauri, foi uma equipe e construtor de Fórmula 1 com sede em Faença, na Itália. Sendo uma das duas equipes de Fórmula 1 de propriedade da empresa austríaca de bebidas energéticas Red Bull, a outra sendo a Red Bull Racing. A equipe foi formada, para a disputa da Fórmula 1 a partir da temporada de 2020, após a renomeação da antiga Scuderia Toro Rosso, o nome foi derivado da marca de moda da Red Bull, a AlphaTauri. De acordo com Franz Tost e Helmut Marko, a Scuderia AlphaTauri não era uma equipe júnior, mas sim uma equipe irmã da Red Bull Racing. A equipe foi rebatizada para Visa Cash App RB F1 Team para a temporada de 2024.
A Scuderia AlphaTauri foi a terceira equipe a promover uma marca de moda de roupas como construtor da Fórmula 1, depois da Benetton Formula que participou entre 1986 e 2001, antes de ser vendida para a Renault e, da Andrea Moda que participou sem sucesso em 1992.

## História

### Formação
As origens da Scuderia AlphaTauri vêm da equipe Minardi, que entrou na Fórmula 1 em 1985. Ela disputou 21 temporadas na Fórmula 1, mas era uma das equipes menos competitivas do esporte sempre disputando lugares entre os últimos colocados, tendo como melhor resultado nos construtores um sétimo lugar na temporada de 1991. nunca alcançou um pódio e terminando em quarto lugar em três corridas.
Após a Minardi disputar 21 temporadas da Fórmula 1, no dia 10 de setembro de 2005, foi anunciada a compra da equipe pela Red Bull GmbH, com os novos proprietários assumiram o espólio da antiga Minardi em 1 de novembro do mesmo ano. Com a equipe sendo rebatizada para "Scuderia Toro Rosso" a partir da temporada de 2006. Porém, após a equipe disputar catorze temporadas sob este nome, em setembro de 2019, a Scuderia Toro Rosso solicitou a alteração do seu nome de construtor para "Scuderia AlphaTauri" para a temporada de 2020. O novo nome faz referência a marca de moda da empresa-mãe Red Bull GmbH. A solicitação foi aprovada pela FIA no mês seguinte.

### Temporada de 2020

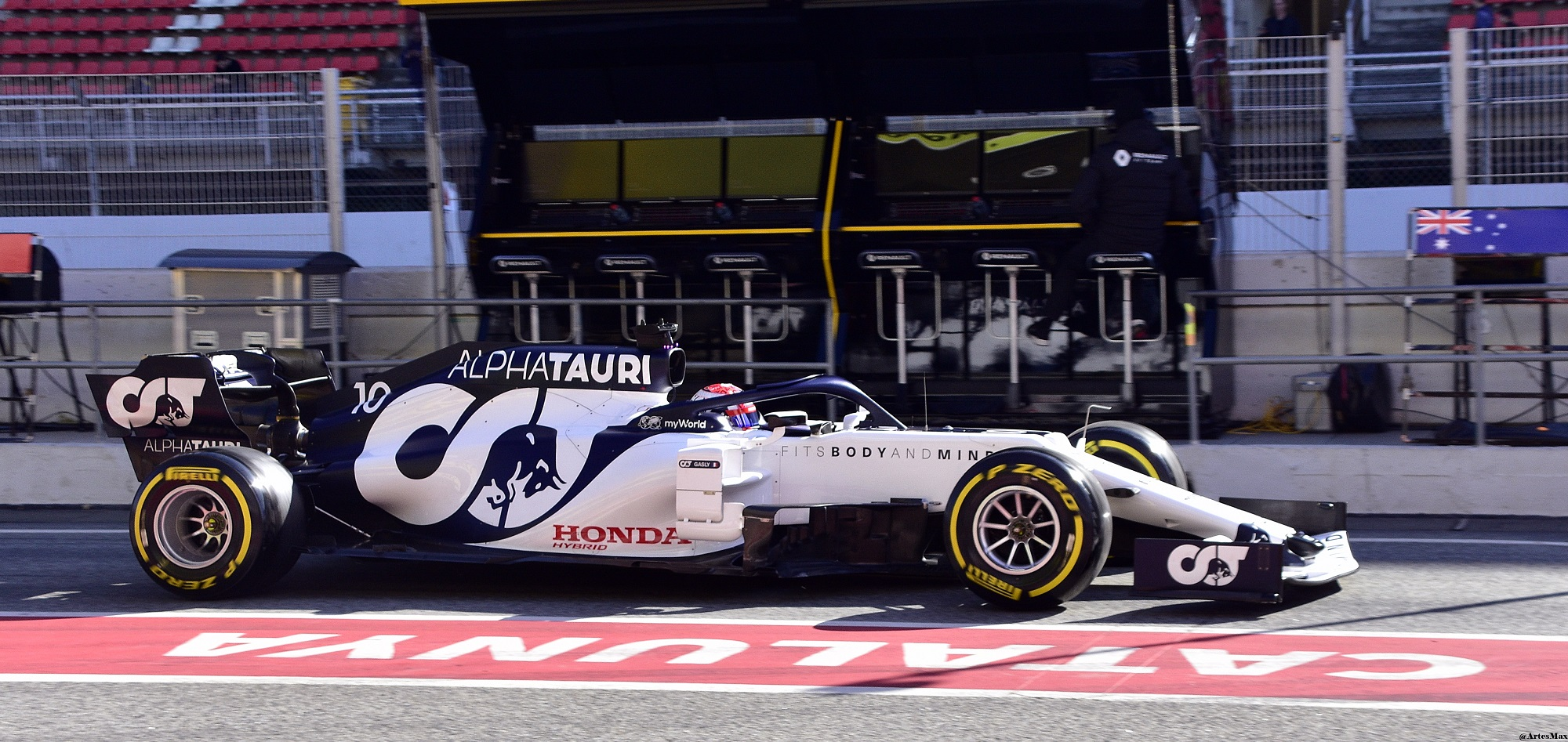
Um AT01 dirigido por Pierre Gasly durante os testes de pré-temporada da Fórmula 1 de 2020.

Em 12 de novembro de 2019, a equipe confirmou a permanência de Pierre Gasly e Daniil Kvyat para a disputa da temporada de 2020.
Em 6 de setembro de 2020, a equipe alcançou seu primeiro pódio e vitória sob o nome AlphaTauri no Grande Prêmio da Itália, que também marcou a primeira vitória de Pierre Gasly na categoria e a primeira vitória de um piloto de Fórmula 1 francês desde o triunfo de Olivier Panis no Grande Prêmio de Mônaco de 1996, 24 anos antes.

### Temporada de 2021
Para a temporada de 2021, a AlphaTauri manteve Pierre Gasly e contratou o japonês Yuki Tsunoda para substituir o russo Daniil Kvyat. Gasly conquistou o primeiro pódio da equipe no ano, ao garantir o terceiro lugar no Grande Prêmio do Azerbaijão.

### Temporada de 2022
Ambos os pilotos foram contratados novamente para a temporada de 2022. A AlphaTauri usou motores fabricados pela Honda, mas rebatizados para RBPT, devido à saída oficial da montadora japonesa da Fórmula 1 após a temporada de 2021.

### Temporada de 2023
Para a temporada de 2023, Yuki Tsunoda foi mantido e, Nyck de Vries foi contratado pela equipe, com Gasly se mudando para a Alpine após cinco anos com a equipe.
Em 28 de junho de 2023, Helmut Marko anunciou que a equipe teria novos patrocinadores e que também seria renomeada em 2024.
Antes do Grande Prêmio da Hungria, de Vries foi dispensado da equipe, com Daniel Ricciardo substituindo-o por meio de empréstimo da Red Bull Racing até o final da temporada.
Durante o Treino Livre 2 do Grande Prêmio dos Países Baixos, Ricciardo sofreu um acidente onde quebrou o pulso esquerdo, ficando de fora do GP, sendo substituido pelo piloto neozelandês Liam Lawson.
Já Lawson disputou os Grandes Prêmios dos Paises Baixos, Italia, Singapura e Japão.

## Resultados
Resultados em negrito indicam pole position; resultados em itálico indicam volta mais rápida.
| Ano  | Chassi | Motor                          | Pneu | Piloto           | 1   | 2   | 3   | 4   | 5   | 6   | 7   | 8   | 9   | 10  | 11  | 12  | 13  | 14  | 15  | 16  | 17  | 18  | 19  | 20  | 21  | 22  | Pontos | Pos. |
| ---- | ------ | ------------------------------ | ---- | ---------------- | --- | --- | --- | --- | --- | --- | --- | --- | --- | --- | --- | --- | --- | --- | --- | --- | --- | --- | --- | --- | --- | --- | ------ | ---- |
| 2020 | AT01   | Honda RA620H 1.6 V6 Turbo      | P    |                  | AUT | EST | HUN | GBR | 70  | ESP | BEL | ITA | TOS | RUS | EIF | POR | EMI | TUR | BAR | SKR | ABU |     |     |     |     |     | 107    | 7.º  |
| 2020 | AT01   | Honda RA620H 1.6 V6 Turbo      | P    | Pierre Gasly     | 7   | 15  | Ret | 7   | 11  | 9   | 8   | 1   | Ret | 9   | 6   | 5   | Ret | 13  | 6   | 11  | 8   |     |     |     |     |     | 107    | 7.º  |
| 2020 | AT01   | Honda RA620H 1.6 V6 Turbo      | P    | Daniil Kvyat     | 12† | 10  | 12  | Ret | 10  | 12  | 11  | 9   | 7   | 8   | 15  | 19  | 4   | 12  | 11  | 7   | 11  |     |     |     |     |     | 107    | 7.º  |
| 2021 | AT02   | Honda RA621H 1.6 V6 Turbo      | P    |                  | BAR | EMI | POR | ESP | MON | AZE | FRA | EST | AUT | GBR | HUN | BEL | PBS | ITA | RUS | TUR | EUA | CMX | SAO | CAT | ARA | ABU | 142    | 6.º  |
| 2021 | AT02   | Honda RA621H 1.6 V6 Turbo      | P    | Pierre Gasly     | 17† | 7   | 10  | 10  | 6   | 3   | 7   | Ret | 9   | 11  | 5   | 6   | 4   | Ret | 13  | 6   | Ret | 4   | 7   | 11  | 6   | 5   | 142    | 6.º  |
| 2021 | AT02   | Honda RA621H 1.6 V6 Turbo      | P    | Yuki Tsunoda     | 9   | 12  | 15  | Ret | 16  | 7   | 13  | 10  | 12  | 10  | 6   | 15  | Ret | NL  | 17  | 14  | 9   | Ret | 15  | 13  | 14  | 4   | 142    | 6.º  |
| 2022 | AT03   | Red Bull RBPTH001 1.6 V6 Turbo | P    |                  | BAR | ARA | AUS | EMI | MIA | ESP | MON | AZE | CAN | GBR | AUT | FRA | HUN | BEL | PBS | ITA | SIN | JAP | EUA | CMX | SAO | ABU | 35     | 9.º  |
| 2022 | AT03   | Red Bull RBPTH001 1.6 V6 Turbo | P    | Pierre Gasly     | Ret | 8   | 9   | 12  | Ret | 13  | 11  | 5   | 14  | Ret | 15  | 12  | 12  | 9   | 11  | 8   | 10  | 18  | 13  | 11  | 14  | 14  | 35     | 9.º  |
| 2022 | AT03   | Red Bull RBPTH001 1.6 V6 Turbo | P    | Yuki Tsunoda     | 8   | NL  | 15  | 7   | 12  | 10  | 17  | 13  | Ret | 14  | 16  | Ret | 19  | 13  | Ret | 14  | Ret | 13  | 9   | Ret | 17  | 11  | 35     | 9.º  |
| 2023 | AT034  | Honda RBPTH001 1.6 V6 Turbo    | P    |                  | BAR | ARA | AUS | AZE | MIA | MON | ESP | CAN | AUT | GBR | HUN | BEL | PBS | ITA | SIN | JAP | CAT | EUA | CMX | SAO | LAS | ABU | 25     | 8    |
| 2023 | AT034  | Honda RBPTH001 1.6 V6 Turbo    | P    | Yuki Tsunoda     | 11  | 11  | 10  | 10  | 11  | 15  | 12  | 14  | 19  | 16  | 15  | 10  | 15  | NL  | Ret | 12  | 15  | 8   | 12  | 96  | 18† | 8   | 25     | 8    |
| 2023 | AT034  | Honda RBPTH001 1.6 V6 Turbo    | P    | Nyck de Vries    | 14  | 14  | 15† | Ret | 18  | 12  | 14  | 18  | 17  | 17  | NP  | NP  | NP  | NP  | NP  | NP  | NP  | NP  | NP  | NP  | NP  | NP  | 25     | 8    |
| 2023 | AT034  | Honda RBPTH001 1.6 V6 Turbo    | P    | Daniel Ricciardo |     |     |     |     |     |     |     |     |     |     | 13  | 16  | Les | NP  | NP  | NP  | NP  | 15  | 7   | 13  | 14  | 11  | 25     | 8    |
| 2023 | AT034  | Honda RBPTH001 1.6 V6 Turbo    | P    | Liam Lawson      |     |     |     |     |     |     |     |     |     |     |     |     | 13  | 11  | 9   | 11  | 17  | NP  | NP  | NP  | NP  | NP  | 25     | 8    |

Notas
† – Os pilotos não completaram a prova, mas foram classificados pois concluíram 90% da prova.

## Pilotos
| AlphaTauri | AlphaTauri                | AlphaTauri | AlphaTauri | AlphaTauri | AlphaTauri                                              | AlphaTauri                          | AlphaTauri           |
| Ano        | Nome                      | Carro      | Pneus      | Motor      | Pilotos                                                 | Pilotos de testes                   | Classificação Pontos |
| ---------- | ------------------------- | ---------- | ---------- | ---------- | ------------------------------------------------------- | ----------------------------------- | -------------------- |
| 2020       | Scuderia AlphaTauri Honda | AT01       | P          | Honda      | Pierre Gasly Daniil Kvyat                               | Sébastien Buemi Sérgio Sette Câmara | 7º lugar 107 pontos  |
| 2021       | Scuderia AlphaTauri Honda | AT02       | P          | Honda      | Pierre Gasly Yuki Tsunoda                               | Alexander Albon                     | 6º lugar 142 pontos  |
| 2022       | Scuderia AlphaTauri       | AT03       | P          | Red Bull   | Pierre Gasly Yuki Tsunoda                               | Liam Lawson                         | 9º lugar 35 pontos   |
| 2023       | Scuderia AlphaTauri       | AT04       | P          | Honda RBPT | Nyck de Vries Yuki Tsunoda Daniel Ricciardo Liam Lawson | Liam Lawson                         | 8º lugar 25 pontos   |